# آرام ساتیان
آرام ساتیان (ارمنی: Արամ Սաթյան؛ زادهٔ ۲۳ مهٔ ۱۹۴۷) آهنگساز سرشناس کلاسیک و ترانه‌پرداز موسیقی مردمی اهل ارمنستان است.
پسر وی داویت ساتیان نیز تهیه‌کننده موسیقی، نوازنده پیانوی جاز و آهنگساز معاصر می‌باشد. وی ابتدا در کالج دولتی موسیقی رومانوس ملیکیان زیر نظر آهنگساز و آموزگار ارمنی، ادوارد میرزویان و سپس در کنسرواتوار دولتی کومیتاس ایروان زیر نظر ادوارد باغداساریان و الکساندر هاروتیونیان آموزش دیده‌است. تحصیلات تکمیلی را در سال ۱۹۷۰ در کنسرواتوار دولتی چایکوفسکی مسکو انجام داده‌است. در سال ۲۰۱۳ به ریاست اتحادیه آهنگسازان ارمنستان برگزیده شده‌است.
- چهره هنری شایسته جمهوری ارمنستان